# Modélisation PNL
La modélisation PNL est une démarche au sein de la programmation neuro-linguistique (PNL) qui permet d'observer les comportements de réussite, d'en déterminer les conditions de succès et de les reproduire au mieux.
La modélisation concerne les gens de talent et d'abord, au début de la programmation neuro-linguistique, celle de thérapeutes, puis d'inventeurs, de sportifs, de managers, d'artistes, d'étudiants ou encore d'informaticiens. Cette modélisation se déroule en plusieurs étapes. Il s'agit dans un premier temps de choisir la compétence à modéliser et de trouver des experts manifestant celle-ci dans certains contextes, ou inversement, de découvrir un expert et vouloir comprendre comment il fonctionne à tel ou tel niveau.
Le modélisateur en PNL doit ensuite questionner, observer, rassembler des informations et des descriptions. Il cherche par mimétisme comportemental à reproduire lui-même l'expérience vécue et subjective de l'expert sur le plan du comportement, manière de réfléchir, sensorialité, séquence ou de convictions. La phase suivante permet de repérer des redondances significatives dans leurs manières de s'y prendre et de les comparer par contraste à la manière de s'y prendre de personnes n'ayant pas cette compétence. L'intervenant en PNL doit ensuite tester la pertinence de sa modélisation sur le terrain en reproduisant les éléments significatifs dans le concret. Le modèle doit être affiné en cherchant une formulation la plus simple possible et qui maintienne les qualités modélisées.
Le modélisateur doit aussi faire des liens avec d'autres modèles PNL et d'autres théories et en en cherchant les limites notamment. Enfin, il doit construire une procédure pour intégrer et enseigner le modèle.